# Ushuaia
För andra betydelser, se Ushuaia (olika betydelser).

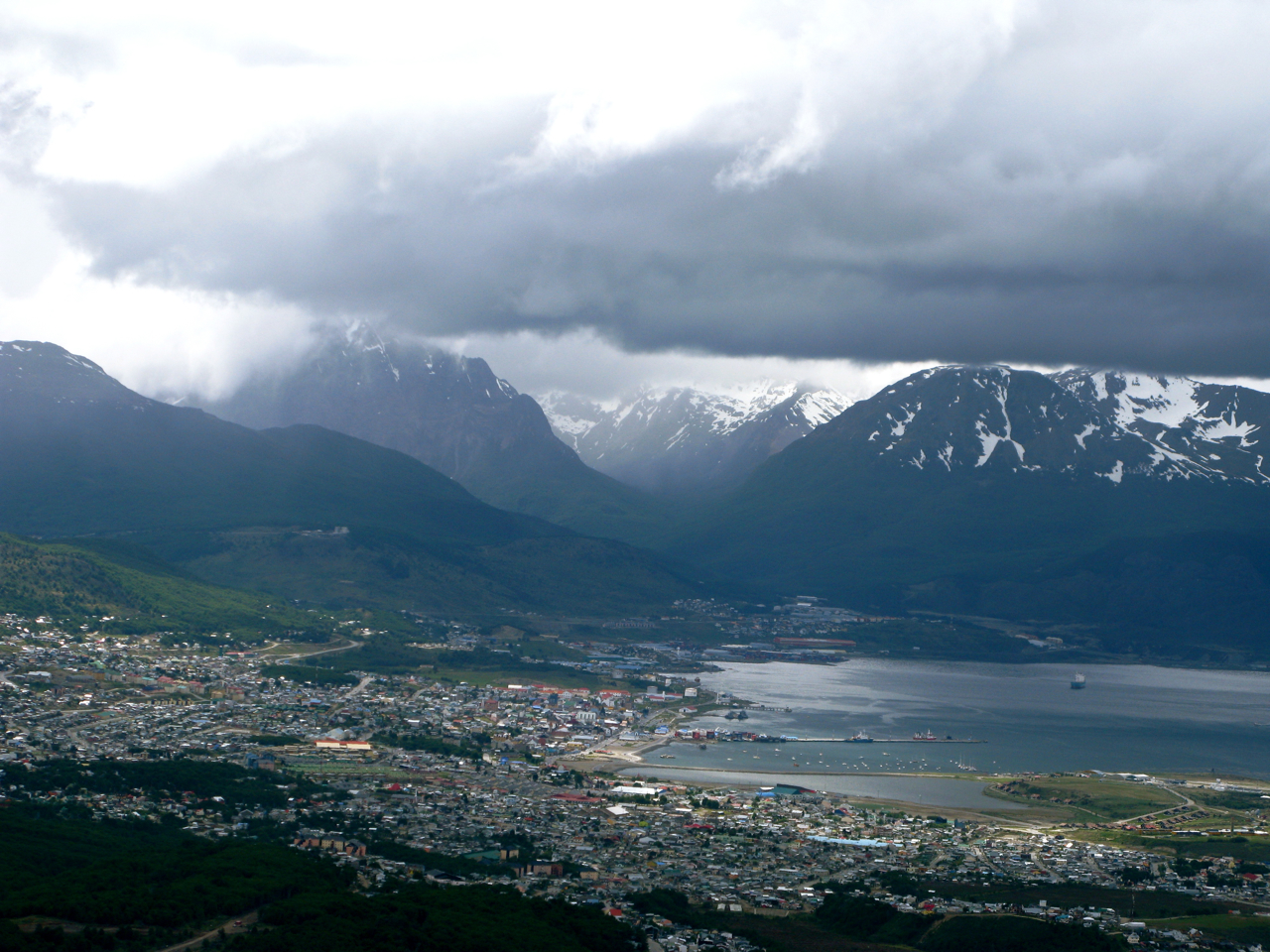

Ushuaia (spanska: [uˈswaja]) är en stad i södra Argentina och en av världens sydligast belägna städer. Staden, som är huvudstad i den argentinska provinsen Eldslandet, ligger på Eldslandets sydkust vid Beaglekanalen i en bergig omgivning och hade 82 615 invånare 2022.
Andra städer som kan anses som sydligast belägna är Puerto Williams i Chile, som ligger på en sydligare breddgrad men är betydligt mindre, eller Punta Arenas i Chile som ligger lite längre norrut men är betydligt större än Ushuaia. Dessutom finns det små bosättningar söder om Puerto Williams som exempelvis de argentinska baserna på Antarktis men ingen av dem har fler än 100 invånare.
Britterna gav staden dess namn baserat på det namn ursprungsbefolkningen hade för området. Under nästan halva 1900-talet bestod staden mest av ett fängelse för några av Argentinas värsta brottslingar. Argentina ville använda Tierra del Fuego (Eldslandet) på samma sätt som britterna använde Australien, det vill säga som ett stort fångläger långt bort från hemlandet. Fångarna blev därmed nybyggare och byggde upp staden runt fängelset med eget hugget virke. De byggde också en järnväg från skogen till kolonin som fortfarande är världens sydligaste järnväg och används av turister som Tren del Fin del Mundo (Tåget till världens ände).
Ushuaia har en internationell flygplats som öppnades 1995 (IATA flygplatskod: USH; ICAO flygplatskod: SAWH). Det ligger 5 km från stadens centrum, på en liten halvö söder om staden. Det är den sydligaste internationella flygplatsen i världen och kan ta emot flygplan av storleken på Boeing 747.

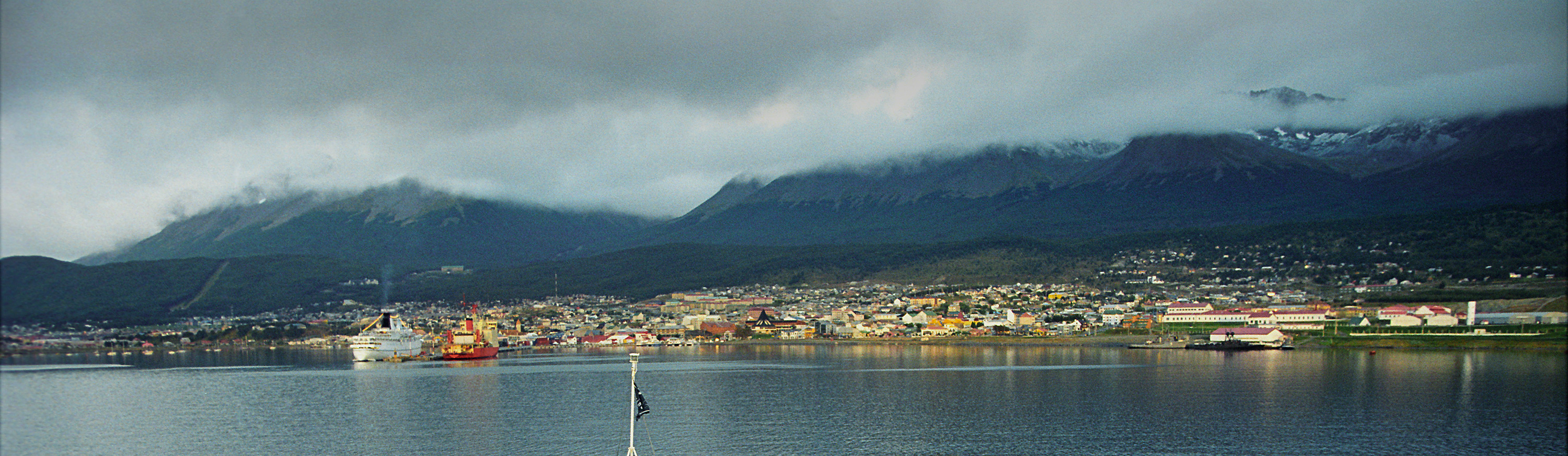
Ushuaia